# Vespre

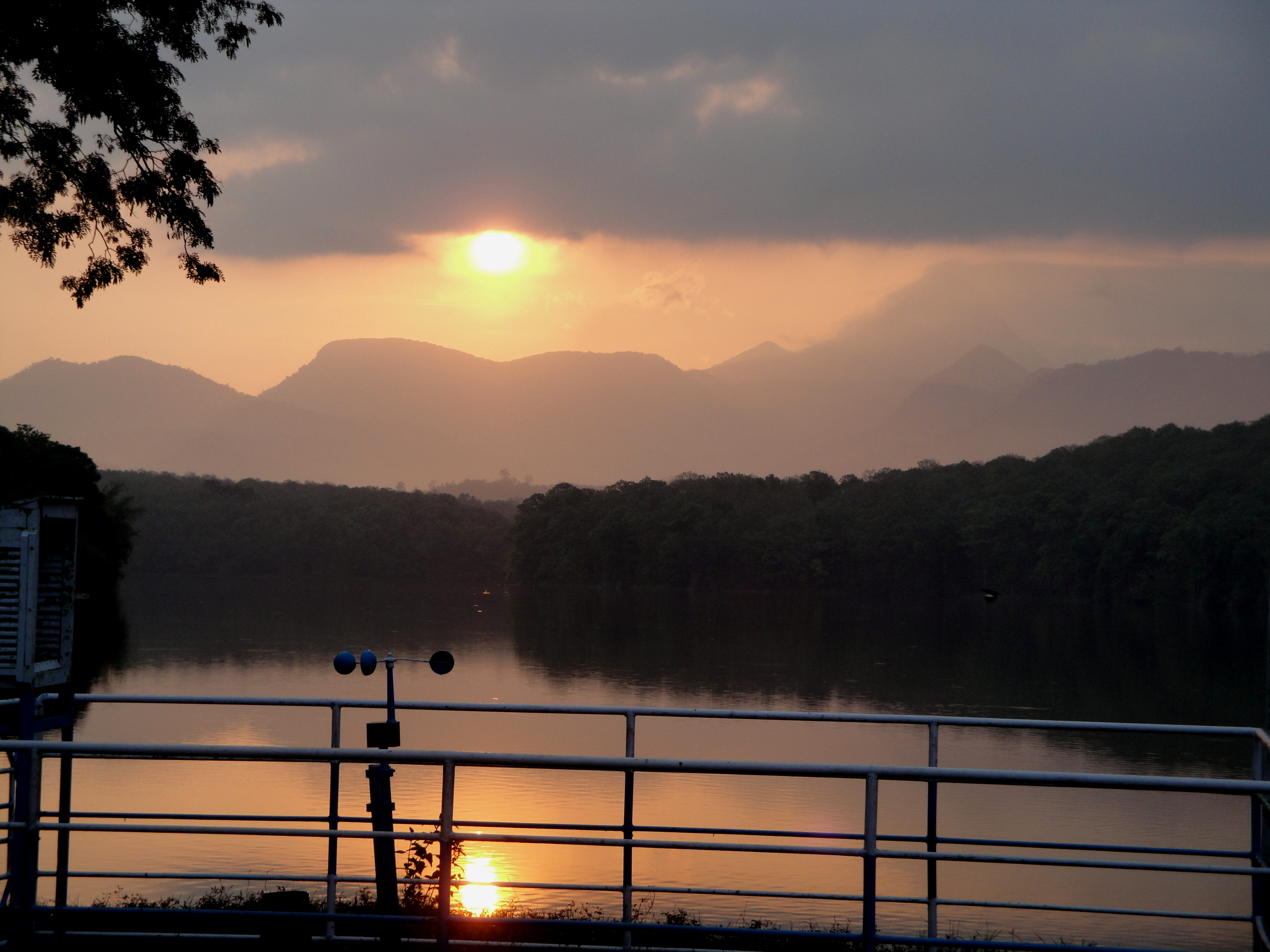
Vespre, Parambikkulam, Kerala, India

El vespre és la part del dia que va des de la tarda fins a la nit. Tradicionalment s'ha anomenat vespre al període que transcorre entre l'ocàs del Sol i l'acció de sopar.
També es coneix com poqueta nit o boqueta nit.